# Det blir alltid värre framåt natten
Det blir alltid värre framåt natten (em português: Isso torna-se sempre pior ao anoitecer) foi a canção da Suécia no Festival Eurovisão da Canção 1978 interpretado em sueco por Björn Skifs. A canção tinha letra e música de Peter Himmelstrand e foi orquestrada por Bengt Palmers.
O cantor gerou polémica antes da noite ao tentar cantar a referida canção em inglês, mas os regulamentos diziam que se o fizesse a Suécia seria desqualificada, e então como vinha mal preparado para cantar na sua língua nativa, começou a cantar palavras sem sentido (existem vídeos no Youtube com suecos gozando com os erros de Skifs), mas só os suecos repararam nisso, porque a maioria dos europeus pouco ou nada percebiam daquela língua.
A canção sueca foi a vigésima e última a ser interpretada na noite do evento (a seguir à canção austríaca). No final da votação, recebeu 26 pontos e terminou em 14.º lugar.